# Pokémon Sword e Shield: The Crown Tundra
Pokémon Sword e Shield: The Crown Tundra (ポケットモンスター ソード・シールド 冠の雪原, Poketto Monsutā Sōdo Shīrudo: Kanmuri no Setsugen, tradução: Monstros de Bolso Sword・Shield: Os Campos de Neve da Coroa) é uma segunda das expansões de download de Pokémon Sword e Shield: Expansion Pass para os jogos de RPG Pokémon Sword e Shield, publicados em 2019 para Nintendo Switch. Foi desenvolvido por Game Freak e publicado por The Pokémon Company e Nintendo para o mesmo console. Foi lançado em 22 de outubro de 2020. Sucede a The Isle of Armor, que foi publicada em 17 de junho de 2020. O pacote de expansão completo em formato físico foi lançado para venda em 6 de novembro do mesmo ano.
O pacote de expansão foi usado para substituir a necessidade de uma terceira versão ou sequela de Sword e Shield. O conteúdo está ambientado em uma zona gelada chamada Crown Tundra, baseada na Escócia, ao sul da região de Galar em Sword e Shield. O jogador controla seu protagonista durante sua jornada através da tundra, lugar de novos e velhos Pokémon legendários de chegadas anteriores.

## Jogabilidade
O conteúdo se passa em uma "Área Silvestre" interconectada, um mundo aberto con câmara livre e clima dinâmico, que tem implicações para as espécies de Pokémon aparecem em determinado momento. O sistema de jogo de The Crown Tundra reside em Dinamax Adventure. O jogador deve viajar para uma área na tundra chamada Supernido Dinamax, onde Pokémon para alugar são obtidos para lutar em três batalhas de raid Dinamax diferentes. Depois de derrotar um Pokémon, o usuário pode escolher qual caminho seguir a seguir. Depois de lutar contra cada Pokémon de Raid, comece uma batalha contra um Pokémon Lendário das versões anteriores. O jogador pode optar por capturar o Pokémon Lendário, ação com probabilidade de 100% de sucesso, ou pode abandoná-lo, perdendo a possibilidade de capturar outro. A outra grande característica da expansão é o Star Tournament Galar, competição em que o jogador e outro personagem escolhido envolvem-se em batalhas com outros treinadores com vários personagens de Sword e Shield e pacote de expansão.

### Pokémon
The Crown Tundra se concentra no Pokémon Lendário Calyrex. Para recuperar seu poder, ele pode ser fundido a dois Pokémon lendários recém-introduzidos chamados Glastrier e Spectrier, um cavalo do tipo gelo e fantasma respectivamente. A expansão também apresenta dois Pokémon lendários que se assemelham ao trio Regi de Pokémon Ruby e Sapphire: o Regieleki do tipo elétrico e o Regidrago do tipo dragão. Além do primeiro pacote de expansão, recebeu uma forma regional de Slowking. A partir disso, formas regionais foram dadas ao lendário trio de pássaros do Pokémon Red e Blue: Articuno, Zapdos e Moltres. Além disso, mais de cem Pokémon ausentes do jogo base retornaram de gerações anteriores, incluindo todos Pokémon lendários (não míticos) dos títulos passados.

## Sinopse
O jogador chega de trem de Pueblo Par para The Crown Tundra. Ao chegar, o protagonista conhece o treinador de Pokémon Peony e sua filha Ariette. Após uma disputa entre a dupla sobre qual lugar visitar, o jogador enfrenta Peony, que é revelado como um ex-líder de academia do tipo metal. Sua filha foge durante a luta e, após terminar, Peony a persegue até o Supernido Dynamax. O personagem principal é forçado a ir atrás deles e participar de uma aventura Dynamax, em que não é possível usar seu próprio Pokémon. Ao terminar, Ariette se aproxima do jogador e pede que ele ocupe seu lugar nas expedições de seu pai. Peony, embora relutante, aceita a situação. O jogador e Peony estabelecem sua base na vila de Freezington, e fazem o protagonista chefe da expedição enquanto ele mantém o forte.
O jogador deve completar quatro aventuras para terminar o passeio. A primeira aventura consiste em descobrir o Pokémon Lendário Calyrex. Ao restaurar uma estátua de Calyrex na Freezington, o protagonista encontra o Pokémon. Comunicando-se por meio de Peony, Calyrex explica sua frustração por ser relegado a um conto de fadas pelos habitantes da cidade. Além disso, o lendário perdeu seu corcel, que é a fonte de grande parte de seu poder. Dependendo do tipo de cenoura encontrada, Spectrier, tipo fantasma ou Glastrier, tipo gelo aparecerá. O cavalo corre de volta para a cidade e força o jogador a participar de uma batalha. Calyrex intervém quando o corcel tenta atacar os habitantes da cidade. Depois de recuperar o controle do cavalo e visitar um santuário, começa a batalha contra Calyrex, que se deixa capturar.
Na próxima aventura, o jogador rastreia e captura o Pokémon Lendário Regirock, Regice e Registeel nas ruínas da tundra. Assim que todos os três forem capturados, o jogador pode acessar as Ruínas Split-Decision, onde Regieleki ou Regidrago podem ser obtidos. Em adição, o jogador pode obter um Regigigas em um ataque se ele interage com uma cova específico com os outros cinco Regi em seu computador. Na terceira aventura, o jogador encontra as formas de Galar de pássaros lendários sob uma árvore em Maxi Tree Hill, mas o som do telefone do protagonista os alerta e eles se espalham pela região, tornando-se Pokémon errantes. Pegá-los todos e relatar as descobertas para Peony conclui a aventura.
No início da expansão, Sonia menciona Cobalion, Terrakion e Virizion, que apareceram pela primeira vez em Pokémon Black e White. Ela pede ao jogador para encontrar pistas sobre eles. Depois de encontrá-los, Sonia indica a localização dos lendários, que percorrem o mapa. Com Cobalion, Terrakion e Virizion em seu grupo, o jogador pode encontrar Keldeo em uma pequena ilha no Lago Ballimere após interagir com pistas não identificadas e caril de cozinha. Assim que o jogador completa todas as três aventuras, Peonia se reúne com seu pai na base, ansiosa por outra aventura. Peony, que não tem mais expedições, tenta convencê-la de que mais lhe ocorrerão, concluindo assim a história principal.
No entanto, o protagonista encontra a descrição de uma aventura sobre passantes do Ultra Wormholes, que Peony nem se lembra de ter escrito, o que desencadeia uma busca por Necrozma. Assim que o Pokémon é capturado, a cientista que comanda os ataques revela que a descrição da aventura foi escrita por ela. Após o início da quarta aventura, Lionel, o ex-campeão de Galar, entrará em contato com o jogador para informá-lo sobre o novo Star Tournament de Galar, em que poderão participar no estádio Wyndon. Neste torneio de várias batalhas, o jogador se alia a Hop ou Marnie e por fim, enfrenta e derrota Leon e Raihan ou Piers e Raihan, respectivamente, na final. Posteriormente, Leon declara a competição como uma nova característica permanente do estádio.

## Desenvolvimento
O pacote de expansão foi anunciado pela primeira vez no Pokémon Direct em 9 de janeiro de 2020 e brevemente mostrado novamente no Nintendo Direct Mini em 26 de março. Em seguida, o pacote foi mostrado em grande detalhe no Pokémon Presents em 17 de junho, horas antes de ser lançado Island Armor em todo o mundo. O acompanhamento das informações foi divulgado no dia 29 de setembro, durante apresentação ao vivo sobre o conteúdo para download. No final da última apresentação antes do lançamento do DLC estava um videoclipe para Acacia, a mais nova música da banda japonesa de rock alternativo Bump of Chicken, que funcionou tanto como uma celebração da The Crown Tundra quanto da franquia em geral.

## Recepção
O DLC recebeu críticas geralmente positivas. No Metacritic, ele tem uma pontuação de 75 em 100 com base nas avaliações de 23 críticos.